# Lalasis
Lalasis (en grec antic Λαλασίς, encara que Claudi Ptolemeu l'anomena Δαλασίς 'Dalasis') era un districte de Cilícia situat al damunt del districte de Selenitis, que s'estenia probablement des de les muntanyes del Taure en direcció nord.
Plini el Vell esmenta una ciutat anomenada Lalasis a Isàuria, que situa al nord del Taure, i, si és així hauria estat la capital d'aquest districte. Probablement és la mateixa ciutat que Esteve de Bizanci anomena Lalisanda, i que segons ell, s'havia anomenat Dalisanda. Si és cert, aquesta seria la Dalisanda que menciona el geògraf Hièrocles al segle VI.
Basili de Selèucia diu que la ciutat es trobava en una posició elevada i que tenia abundància d'aigua.